# Aenigmatistes ovalifacies
Aenigmatistes ovalifacies är en tvåvingeart som beskrevs av Schmitz 1941. Aenigmatistes ovalifacies ingår i släktet Aenigmatistes och familjen puckelflugor. Inga underarter finns listade i Catalogue of Life.